# Bonacossa Borri
Pour les articles homonymes, voir Borri.
Bonacossa Borri, également connue sous le nom de Bonaca ou Bonaccossi Bonacosta (1254-1321), est par son mariage dame de Milan de 1291 à 1302 et de 1317 à 1321.

## Biographie
Bonacossa est la fille de Squarcina Borri (1230-1277, également appelé Scarsini), capitaine des exilés de Milan depuis l'avènement de la famille Torriani, et fidèle partisan des Visconti, et d'Antonia (1236-?), de lignée inconnue, mariés en 1254. La famille Borri est originaire de la ville de Santo Stefano Ticino. Elle est l'une des familles les plus respectées de Milan, et compte parmi ses rangs un saint, Monas de Milan, évêque de Milan. 
Une fois que les Visconti ont conquis Milan, Squarcina Borri donne en août 1269 sa fille en mariage à Mathieu Ier Visconti, seigneur de Milan, pour cimenter les liens essentiels au maintien du règne des Visconti.
Le couple a dix enfants : 
- Galéas Ier (1277-1328), seigneur de Milan, il épouse Béatrice d'Este,
- Béatrice (1280-?), épouse Spinetta Malaspina de Verucola,
- Caterina (1282-1311), mariée en 1298 à Alboino della Scala,
- Luchino (1287-1349) seigneur de Milan,
- Stefano (1288-1327) comte d'Arona, marié à Valentina Doria,
- Marco (1289-1329), seigneur de Rosate et de Lucques, podestat d'Alexandrie,
- Jean (1290-1354), archevêque de Milan,
- Zaccarina (1295-1328), mariée en 1301 à Otto Rusconi,
- Floramonda (?-1321), épouse en 1288 Guido Mandelli, comte de Maccagno,
- Agnese, mariée à Cecchino della Scala.

Bonacossa et son mari cofondent la chapelle Saint-Thomas de la basilique Sant'Eustorgio de Milan, où ils sont inhumés, avec leur fils Stefano et leurs filles Béatrice et Catherine, et avec le frère de Matteo, Uberto III Visconti.
Elle meurt à Milan le 13 janvier 1321.